# Дыховичный, Иван Владимирович
Ива́н Влади́мирович Дыхови́чный (16 октября 1947, Москва — 27 сентября 2009, там же) — советский и российский актёр театра и кино, кинорежиссёр, сценарист и кинопродюсер.

## Биография
Иван Дыховичный родился в семье известного драматурга и поэта-песенника Владимира Абрамовича Дыховичного и балерины Александры Иосифовны Дыховичной (урождённой Синани, 1920—1980).
В 1969 году окончил актёрский факультет Театрального училища им. Б. Щукина (мастерская Веры Львовой и Леонида Шихматова) вместе с Ниной Руслановой, Александром Кайдановским, Леонидом Филатовым, Натальей Гурзо, Владимиром Качаном, Анастасией Вертинской, Александром Халецким, Яном Арлазоровым. 
В 1970—1980 годах — актёр Театра драмы на Таганке. Был дружен с Владимиром Высоцким. Его именем Высоцкий назвал одного из персонажей детской поэмы в стихах «Вступительное слово про Витьку Кораблёва и друга закадычного Ваню Дыховичного», которая также публиковалась под названием «Что случилось в 5-А».
В 1982 году окончил Высшие курсы сценаристов и режиссёров (мастерская Эльдара Рязанова, среди преподавателей был и Андрей Тарковский). В 1988 году снял свой дебютный фильм «Чёрный монах», где был вместе с Сергеем Соловьёвым соавтором сценария.
В 1994 году стал финалистом программы «Номинация. Кино. XXI век» на Кинофоруме в Ялте-94 с фильмом «Прорва».
В 1995—2000 годах — автор и ведущий программы «Уловка-22» на РТР. В 1998—2000 годах — главный режиссёр данного телеканала. Под его руководством канал обновил сетку вещания и программное оформление, для разработки которого Дыховичный пригласил дизайнеров Андрея Шелютто и Елену Китаеву и композитора Антона Батагова. Ушёл с РТР в связи с закрытием многих кинопроектов и программ о культуре в пользу производства «мыльных опер», зарубежного кинопоказа и покупных программ.
В 2002 году сотрудничал с каналом ТВС, где делал реалити-сериал под названием «Деньги». Проект вышедший в эфир 22 июля не оправдал ожиданий и спустя чуть больше месяца, 1 сентября был досрочно закрыт из-за низких рейтингов. С 2004 года сотрудничал с телеканалом ТВЦ, где вёл программу «Ностальгия». В 2005 году провёл пилотный выпуск ток-шоу «Человек из ящика» на том же телеканале (производство Авторского телевидения).
С 2005 года вёл программу «Невероятные истории» на телеканале REN-TV (затем переименованном в «РЕН ТВ»), сменил на этом месте Ивана Усачёва. В 2009 году представлял различные фильмы прошлых лет в рамках рубрики «Кино по-домашнему» на телеканале «Домашний».
Иван Дыховичный писал и исполнял песни на стихи поэтов XIX века.

## Болезнь и смерть
Скончался на 62-м году жизни в 5 часов утра 27 сентября 2009 года от лимфомы.
Похоронен на Новодевичьем кладбище в Москве.

## Общественная позиция
В октябре 2008 года подписал открытое письмо-обращение в защиту и поддержку освобождения юриста нефтяной компании ЮКОС Светланы Бахминой.

## Семья
- Первая жена — Ольга Дмитриевна Полянская, дочь члена Политбюро ЦК КПСС Дмитрия Степановича Полянского[24][25].
  - Сын — Дмитрий (род. 1970) — дизайнер, живёт в Германии, снимался в нескольких фильмах своего отца в 1984—1995 годах, а также в немецком фильме «Чужая кожа» (2005) и телесериалах[26].
- Вторая жена — Ольга Алексеевна Черепанова:

«Мою вторую жену тоже звали Ольгой, она из Магнитогорска, училась здесь филологии… Потом Ольга вышла за американца и вот уже восемь лет живёт в Америке. Сын с ней в Коннектикуте»
- - Сын — Владимир (12.04.1988 — 02.01.2019[28]), актёр.
- Третья жена — Ольга Юрьевна Дыховичная (род. 4 сентября 1980, Минск); окончила режиссёрские курсы у Алексея Германа, работала вместе с мужем на студии «Воля». С ней он познакомился на телевидении[27].

## Фильмография

### Режиссёрские работы

#### Полнометражные фильмы
- 1988 — Чёрный монах (TV)
- 1989 — Красная серия (Франция, документальный)
- 1992 — Прорва
- 1995 — Женская роль
- 1995 — Музыка для декабря
- 1998 — Незнакомое оружие, или Крестоносец 2
- 1998 — Новый год на Титанике (новогодний музыкальный фильм для РТР)[29]
- 2002 — Копейка
- 2005 — Роковая война. Фотография бездны (документальный)
- 2006 — Вдох-выдох
- 2009 — Европа-Азия

#### Короткометражные фильмы
- 1980 — Откуда в траве рыба?
- 1981 — Элья Исаакович и Маргарита Прокофьевна
- 1981 — Лицо
- 1983 — Братья
- 1986 — Испытатель (в киноальманахе «Воскресные прогулки»)

#### Сериалы
- 2002 — Деньги (ТВС, реалити-сериал)[30][31]

### Сценарные работы
- 1988 — Чёрный монах
- 1992 — Прорва
- 1995 — Музыка для декабря
- 1995 — Женская роль
- 2002 — Копейка

### Продюсерские работы
- 2002 — Деньги

### Актёрские работы
- 1970 — Семья как семья или Коробовы встречают Новый год — студент в кафе
- 1974 — Москва, любовь моя — Коля, репетитор
- 1976 — Доктор философии — Милорад
- 1998 — Незнакомое оружие, или Крестоносец 2 — арабский террорист
- 2002 — Деньги — Эммануил Гедеонович, олигарх
- 2002 — Копейка — ассистент режиссёра

## Награды
- 1986 — Международный кинофестиваль короткометражных фильмов в Кракове — Приз «Золотой Дракон» (фильм «Испытатель», альманах «Воскресные прогулки»))
- 1988 — Премия имени Жоржа Садуля Фонда культуры Франции — За лучший фильм-дебют года (фильм «Чёрный монах»)
- 1992 — Приз кинопрессы — За лучший фильм года; За фильм, определяющий стиль года (фильм «Прорва»)
- 1993 — номинация на премию «Ника» за лучшую режиссуру (фильм «Прорва»)
- 1998 — Кинофестиваль «Любить кино!» в Москве — Серебряная медаль Люмьеров (фильм «Незнакомое оружие, или Крестоносец 2»)
- 2002 — Кинофестиваль «Окно в Европу» в Выборге — Спец. приз жюри за сценарий (фильм «Копейка»)